# Edmond Hall
Edmond Hall (New Orleans, 15 mei 1901 - Cambridge, 11 februari 1967) was een Amerikaanse jazzmuzikant (saxofoon, klarinet).

## Carrière
Hall was autodidact in een muzikale familie. Zijn vader was de klarinettist Edward Hall sr., zijn broer Robert (klarinet, saxofoon), Clarence (saxofoon, gitaar, banjo) en als jongste Herb (klarinet), die ook te horen is op talrijke albums, onder andere met Wild Bill Davison. Net als bij Johnny Dodds, Frank Teschenmaker en Pee Wee Russell bleef zijn melodiek overheersend staccato-bepaald. Ondanks technische beperkingen was Hall op basis van de altijd herkenbare diepe emotionaliteit van zijn spel in staat om zowel bij de blues als ook bij lyrische stukken prestaties te volbrengen. Hij was daarbij altijd gretig om zich verder te ontwikkelen en wisselde tegen het einde van zijn carrière zelfs naar een ander klarinettensysteem.
Hij speelde tijdens de jaren 1920 in lokale bands in het zuiden van de Verenigde Staten, onder andere bij de Pensacola Jazzers, later in New York, vooral met de trompettist Frankie Newton en van 1942 tot 1944 onder Teddy Wilson. In het begin werd Hall eerder bekend als bariton-saxofonist dan als klarinettist. Het werken met eigen bands volgde, onder andere met opnamen voor Continental Records met zijn Cafe Society Orchestra. Hierbij werkte hij samen met enkele van de beste swingmuzikanten als Johnny Guarnieri (piano, celesta, cembalet), Red Norvo (vibrafoon) en Charlie Christian (akoestische gitaar). Tijdens het midden van de jaren 1950 behoorde Hall tot de Allstar-formatie van Louis Armstrong, waarmee hij in 1956 op tournee optrad in Chicago en daar op 1 juni een voortreffelijke sessie bood (Clarinet Marmelde) met Trummy Young (trombone), Billy Kyle (piano), Dale Jones (bas), Barrett Deems (drums) en Armstrong. In Armstrongs Allstar-concerten werd Hall regelmatig met zijn persoonlijke bravourstuk Dardanella in de schijnwerpers gezet. In december 1966, enkele weken voor zijn overlijden, nam hij in Kopenhagen met Papa Bue's Viking Jazzband en het Jorn Jensens Trio een reeks legendarische nummers op, waaronder Ed's Blues.
Hij musiceerde in concerten en bij plaatopnamen bovendien met Claude Hopkins, Billie Holiday, Lionel Hampton, Joe Sullivan, Coleman Hawkins, Jack Teagarden, Harry Belafonte en vele anderen en was nu en dan vast lid van de legendarische band van Eddie Condon tijdens de jaren 1940 aan de zijde van muzikanten als Wild Bill Davison, Max Kaminsky en George Brunies.

## Overlijden
Edmond Hall overleed in 1967 aan de gevolgen van een hartinfarct, nadat hij een weg sneeuwvrij maakte. Hij werd 65 jaar.

## Discografie

### LP's
- Take it Edmond Hall with your clarinet that ballet (Queen Disc – 1941–1947) met Red Allen, J. C. Higginbotham, Kenny Kersey, Billy Taylor, Roy Eldridge, Charlie Shavers, Vic Dickenson, Benny Morton, Ben Webster, Art Tatum, Al Casey, Slam Stewart, Sid Catlett, Emmett Berry, Teddy Wilson, Harry Carney, Everett Barksdale, Sidney De Paris, James P. Johnson, Ralph Sutton, Danny Barker, Pops Foster, Baby Dodds
- Swing Session (Ace of Hearts – 1943/1944) met Emmett Berry, Vic Dickenson, Eddie Heywood, Al Casey, Billy Taylor, Sid Catlett, Teddy Wilson, Arthur Trappier
- Ed Hall & the All Star Stompers – This is Jazz Vol.3 (Storyville – 1947) met Wild Bill Davison, Jimmy Archey, Ralph Sutton, Danny Barker, Pops Foster, Baby Dodds
- At the Club Hangover (Storyville 1954) met Ralph Sutton, Walter Page
- Rumpus on Rampart Street (Mount Vernon Music – 1959) met Dick Cary, Jimmy Raney, Al Hall, Jimmy Crawford
- Edmond Hall Quartett in Copenhagen (Storyville 1966)

### CD's
- Edmond Hall 1937–1944 (The Chronological Classics) met Billy Hicks, Fernando Arbello, Meade Lux Lewis, Charlie Christian, Israel Crosby, Sidney De Paris, Vic Dickenson, James P. Johnson, Sid Catlett, Teddy Wilson, Carl Kress, Red Norvo
- Edmond Hall – Broadcast from Club Hangover (San Francisco 1954) met Ralph Sutton, Walter Page
- Petite Fleur (Blue Note – 1959) met Emmett Berry, Vic Dickenson, Ellis Larkins, Milt Hinton, Jimmy Crawford
- Milton Jazz Concert (IAJRC-Records – 1963) met Bobby Hackett, Vic Dickenson
- Edmond Hall Quartett in Manchester (Jazzology – 1966) met Colin Bates
- Edmond Hall in Copenhagen (Storyville 1966) met Papa Bue's Viking Jazzband
- Edmond Hall with Alan Elsdon (Jazzology – 1966) met Alan Elsdon
- Edmond Hall's Last Concert (Jazzology – 1967) met Bobby Hackett

- Bibliothèque nationale de France: cb13894906b (data)
- Gemeinsame Normdatei: 134396138
- International Standard Name Identifier: 0000 0000 7145 0798
- Library of Congress Control Number: n81071439
- Nationale Bibliotheek van Letland: 000068325
- MusicBrainz: d0025855-ed85-40c1-8584-fa0171862ca2
- Nationale Bibliotheek van Tsjechië: ola2002150813
- Nationale Bibliotheek van Israël: 987007459871205171
- Nederlandse Thesaurus van Auteursnamen: 097854840
- SNAC: w6dv25g8
- Système universitaire de documentation: 196733626
- Virtual International Authority File: 100313850
- WorldCat: E39PBJwMDY9WdJ6JCgfYTCXDbd